# Humbauville
Humbauville är en kommun i departementet Marne i regionen Grand Est (tidigare regionen Champagne-Ardenne) i nordöstra Frankrike. Kommunen ligger i kantonen Sompuis som tillhör arrondissementet Vitry-le-François. År 2022 hade Humbauville 75 invånare.

## Befolkningsutveckling
Antalet invånare i kommunen Humbauville
| Referens: INSEE |